# わくわく体験館
啓発宿泊研修施設 「わくわく体験館」（けいはつしゅくはくけんしゅうしせつ　わくわくたいけんかん）は、岐阜県可児市にあるガラス工芸体験講座や、宿泊などができる研修施設。指定管理者制度により一般財団法人可児市公共施設振興公社が管理運営を行なっている。

## 概要
体験型研修施設として、岐阜県可児市の南部に平成11年5月に開館した施設。美濃加茂市、可児市、坂祝町、富加町、川辺町、七宗町、八百津町、白川町、東白川村、御嵩町の2市7町1村で構成する一部事務組合可茂衛生施設利用組合が設置運営する一般廃棄物処理施設「ささゆりクリーンパーク」内にある。吹きガラス、トンボ玉作りなど、気軽に楽しめるガラス工芸体験から、本格的に作品を作り上げるガラス工芸講座などができる。他に、体育館や宿泊施設も備えている。隣接する犬山市や、近隣の名古屋市、春日井市からも比較的近いため、学校活動や、各種団体のサークル活動など、宿泊を兼ねたガラス工芸体験での利用も多い。また、石塚岩三郎が江戸時代末期に現在の可児市土田で製造していた、土田びいどろの復元にも取り組んでいる。

### 施設

#### 宿泊施設
- グループ室（10人部屋）2室
- 洋室（4人部屋）5室
- 車椅子対応室（4人部屋）1室

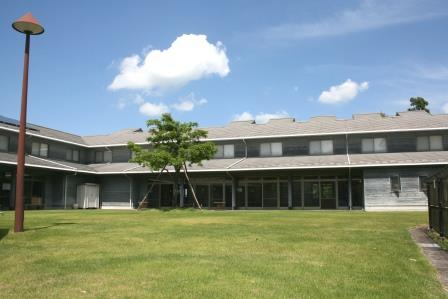
宿泊施設（2階）

食事は自炊若しくは持ち込みとなる。グループ室（10人部屋）、車椅子対応室（4人部屋）にはキッチンが備えられている。また、洋室（4人部屋）用には共同調理室・食堂談話室がある。

#### 体育館
- バレーボール1面（バドミントンなら2面）

卓球台などの設備は無料で利用できる。バスケットボールコートは公式ルールの基準を満たしていない。

#### 会議室
- 和室21畳
- グループ室

グループ室は、宿泊室として利用しない昼間の時間帯は会議室として貸し出される。

#### 日帰り入浴施設
宿泊者用の入浴施設を、日帰り入浴施設として一般に開放（有料）。

### ガラス工芸

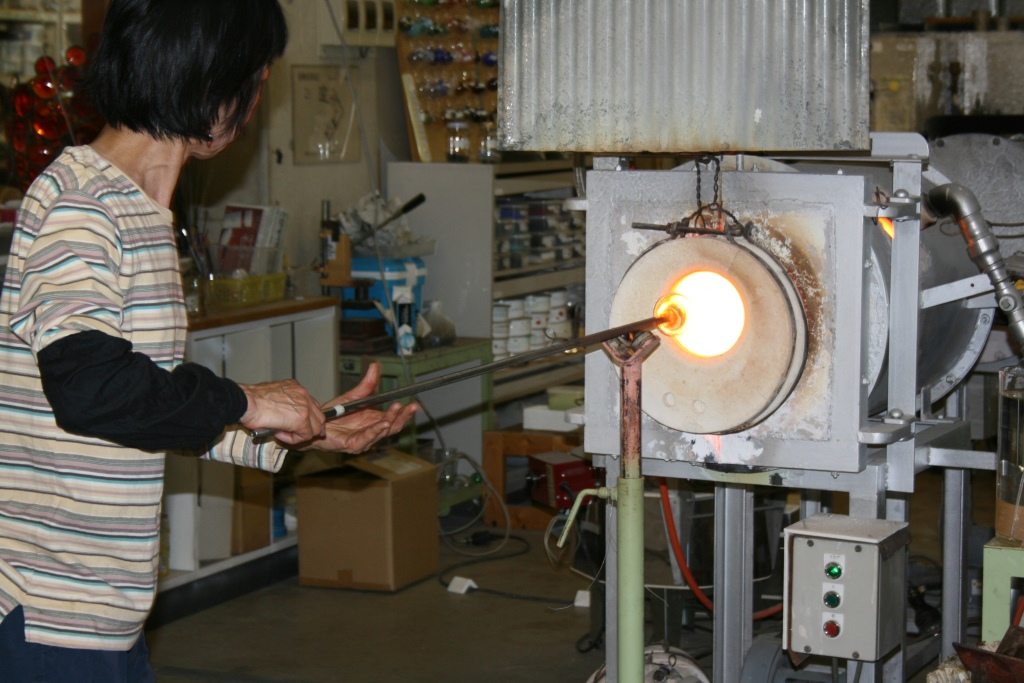
吹きガラス講座の様子

- 吹きガラス
- トンボ玉
- ステンドグラス
- サンドブラスト
- フュージングガラス

## 交通アクセス
可児市内の最寄り駅からの公共交通機関は、タクシー以外にはない。名鉄西可児駅、可児川駅からタクシーで約15分。
可児市が運営するコミュニティバス（通称：さつきバス）が、デマンド運行されている。